# In These Arms
«In These Arms» (en español: En estos brazos) es una canción de la banda de rock estadounidense Bon Jovi. Fue lanzada el 3 de mayo de 1993, como el tercer sencillo de su quinto álbum de estudio: Keep the Faith (publicado en 1992).

## Historia
Fue escrita por David Bryan, Jon Bon Jovi y Richie Sambora. La letra de la canción trata sobre el amor eterno y la devoción.
La canción se caracteriza por un fuerte ritmo de bajo, guitarras tintineantes y un toque de batería muy fuerte, así como un canto conmovedor y emotivo de Jon Bon Jovi. Sin embargo, no es una balada, ya que sus guitarras impulsoras y su ritmo acelerado y su sonido optimista la mantienen más como una canción de pop-rock, en la línea de «Born to Be My Baby».
Siempre ha sido una de las favoritas de los fanáticos, fue un elemento básico en la lista de canciones de la banda en su gira Have A Nice Day Tour y también se tocó con frecuencia en el Lost Highway Tour, especialmente en la etapa europea de la gira.
La canción también fue grabada por el David Bryan, teclista de la banda, en su primer álbum en solitario: On a Full Moon (lanzado en 1995) y también aparece en su segundo álbum: Lunar Eclipse (publicado en 2000).

## Videoclip
El video musical muestra a Bon Jovi actuando en dos conciertos de su gira Keep the Faith Tour.
El show en vivo fue filmado en el pequeño Stabler Arena de la ciudad de Bethlehem, estado de Pensilvania, en la nochevieja de 1992 y el mismo también apareció en su canción anterior «Bed of Roses». Otras partes fueron filmadas en el también pequeño Alliant Energy Center de la ciudad de Madison, estado de Wisconsin, en marzo de 1993.
El videoclip fue subido a YouTube de manera oficial en junio de 2009 y llevaba registrado más de 60.4 millones de visualizaciones, hasta diciembre de 2022.

## Popularidad
Fue el segundo sencillo más exitoso de Keep the Faith en los Estados Unidos, alcanzando el número 27 en el Billboard Hot 100, el puesto 32 en la lista Mainstream Rock Tracks y el 14 en el Mainstream Top 40.
Alcanzó el número 5 en Islandia, el seis en Canadá, siete en el Reino de los Países Bajos, el nueve en el Reino Unido y el número 10 en Australia y Portugal.

## Posicionamiento en listas
| Lista (1993)                          | Máxima posición |
| ------------------------------------- | --------------- |
| Australia (ARIA)                      | 10              |
| Austria (Ö3 Austria Top 40)           | 20              |
| Bélgica (Flandes) (Ultratop 50)       | 22              |
| Canadá (RPM Top Singles)              | 6               |
| Europe (Eurochart Hot 100)            | 25              |
| Alemania (Offizielle Deutsche Charts) | 14              |
| Iceland (Íslenski Listinn Topp 40)    | 5               |
| Lithuania (M-1)                       | 1               |
| Países Bajos (Dutch Top 40)           | 8               |
| Países Bajos (Mega Single Top 100)    | 7               |
| Portugal (AFP)                        | 10              |
| Suiza (Schweizer Hitparade)           | 23              |
| Reino Unido (UK Singles Chart)        | 9               |
| Estados Unidos (Billboard Hot 100)    | 27              |
| Estados Unidos (Mainstream Top 40)    | 14              |
| Estados Unidos (Mainstream Rock)      | 32              |

| Lista (1993)                          | Posición |
| ------------------------------------- | -------- |
| Australia (ARIA)                      | 67       |
| Canadá Top Singles (RPM)              | 58       |
| Alemania (Offizielle Deutsche Charts) | 71       |
| Islandia (Íslenski Listinn Topp 40)   | 79       |
| Países Bajos (Dutch Top 40)           | 81       |
| Países Bajos (Single Top 100)         | 87       |